# Apoglutus fasciatus
Apoglutus fasciatus là một loài tò vò trong họ Ichneumonidae.